# シュトゥットガルト・フィルハーモニー管弦楽団
シュトゥットガルト・フィルハーモニー管弦楽団（独: Stuttgarter Philharmoniker）は、ドイツのシュトゥットガルトを本拠とするオーケストラ。

## 沿革
1924年9月に設立、レオ・ブレッヒ、フェリックス・ワインガルトナー、ハンス・クナッパーツブッシュ、カール・シューリヒトやヘルマン・アーベントロートなどを客演に招いて演奏活動を継続した。
ナチスの台頭によって、ユダヤ人や外国から入団してきた団員たちが解雇され、多くの団員を失うことになったが、第二次世界大戦後は、ヘルマン・ヒルデブラント、ヴィレム・ヴァン・ホーフストラーテン、アントニオ・デ・アルメイダ、アレクサンダー・パウルミュラーらが首席指揮者を務めて再建された。
2003年にはワルター・ウェラーに名誉指揮者の称号を贈っている。

## 歴代指揮者

### 首席指揮者など
- ハンス・ツァノテルリ （1972年 - 1985年）
- ヴォルフ＝ディーター・ハウシルト （1985年 - 1991年）
- カルロス・カルマー （1991年 - 1995年）
- イェルク＝ペーター・ヴァイグレ （1995年 - 2002年）
- ガブリエル・フェルツ （2004年 - 2013年）
- ダン・エッティンガー （2015年 - 2024年）

## 楽団員

### 過去
- 茂木大輔 - 第一オーボエ奏者